# A Nação (Rio de Janeiro)
A Nação foi um periódico do Rio de Janeiro, da época do Segundo Reinado, no Brasil que circulou de 3 de julho de 1872 a 8 de abril de 1876.
De linha conservadora, foi fundado e dirigido por João Juvêncio Ferreira de Aguiar por incentivo do Visconde do Rio Branco. Em suas páginas escrevia, além de José Maria da Silva Paranhos Júnior, Gusmão Lobo. Ferreira de Aguiar foi sucedido na direção do periódico pelo Padre João Manoel. Quando este religioso ficou sem capital, foi afastado por Paranhos Jr. e Gusmão Lobo, que desse modo se tornaram seus diretores.
O periódico foi uma espécie de porta-voz do governo no contexto da Questão Religiosa.[carece de fontes?]